# غيريت ريتفيلد
غيريت توماس ريتفيلد (بالهولندية: Gerrit Rietveld)، من مواليد 1888 في أوترخت؛ 25 يونيو، 1964 بهولندا) مهندس معماري ومصمم هولندي. كان معروف في انتسابه ومشاركته بين فناني حركة دي شتيل (De Stijl).

## الحياة المهنية
كان في بداية حياته المهنية يعمل كنجار في البداية حيث عمل في المؤسسة العائلية. ومن ثم درس العمارة، في الصفوف المسائية.

## رتفيلد ودي شتيل

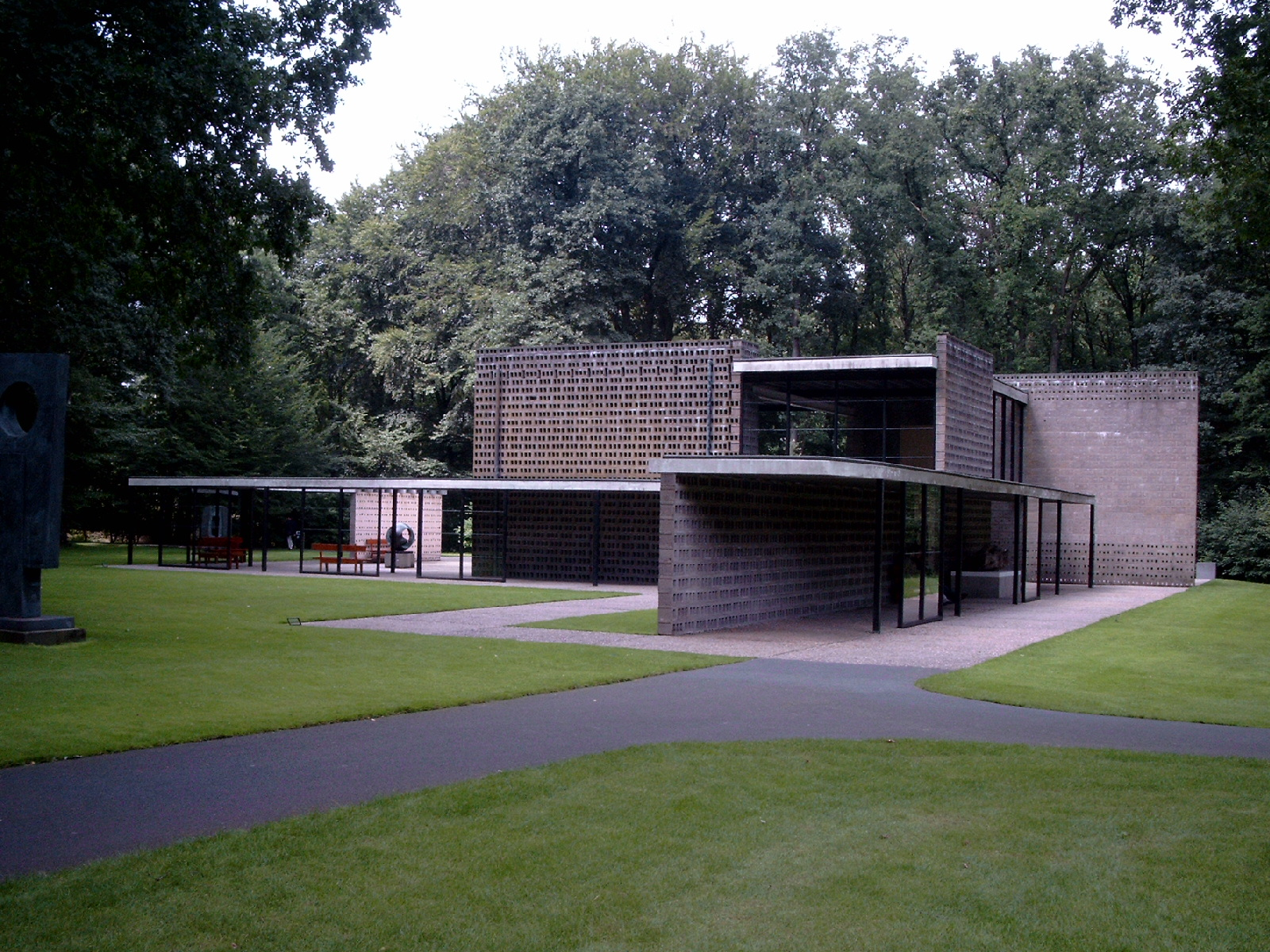
بافيلون ريتفيلد، اوتريلو 1965

تطور جيريت توماس Rietveld من سيد نجار إلى واحد من أهم المهندسين المعماريين والمصممين في حركة الدي شتيل.
أطلق فنانو حركة الدي شتيل هذا الاسم على اسم مجلة هولندية مختصة بالفنون البصرية، من جانب ثيو فان دويزبورغ Doesburg. نفوذ الإمبراطورية كانت أساسا من خلال منزل ريتفيلد شرويدر (اوتريخت) والكرسي الأحمر والأزرق. حتى في باوهاوس قد تم تناول أفكاره فيها.
كانت السمات الأساسية تحت تأثير De Stijl مما أسفر عن أعمال ذات هندسة صارمة، فضلا عن الحد من اللون إلى الألوان الأساسية الأصفر والأحمر والأزرق. وهي تمثل محاولة، لمزج الفنون البصرية والتصميم والعمارة معا.

## الكرسي الأحمر والأزرق

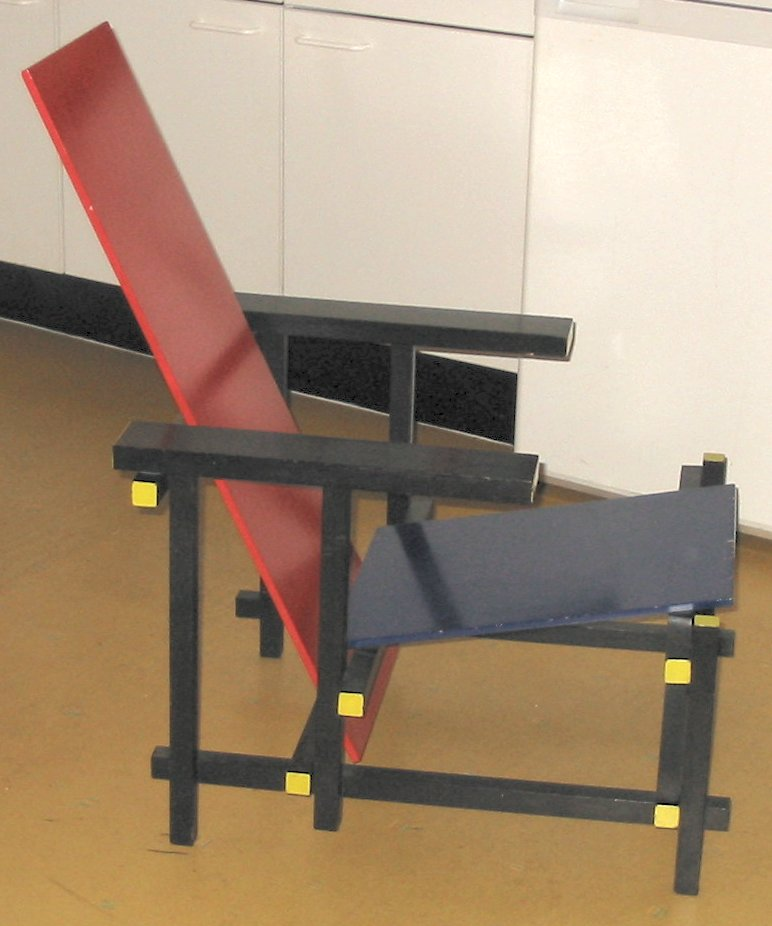
كرسي ريتفيلد الأحمر والأزرق

تم تصميم الكرسي الأحمر والأزرق في 1917 في شكله الأساسي، وتم في عام 1918 عمل النسخة الأولية مع الجانب أجزاء تحت سنده الذراع ودون لون النسخة. في 1919 نشرت صورة لكرسي ريتفيلد في مجلة De Stijl. في 1923 هو أول من تولى رئاسة دورته السمة الأساسية في اللون الأسود والألوان.

## منزل ريتفيلد شرويدر

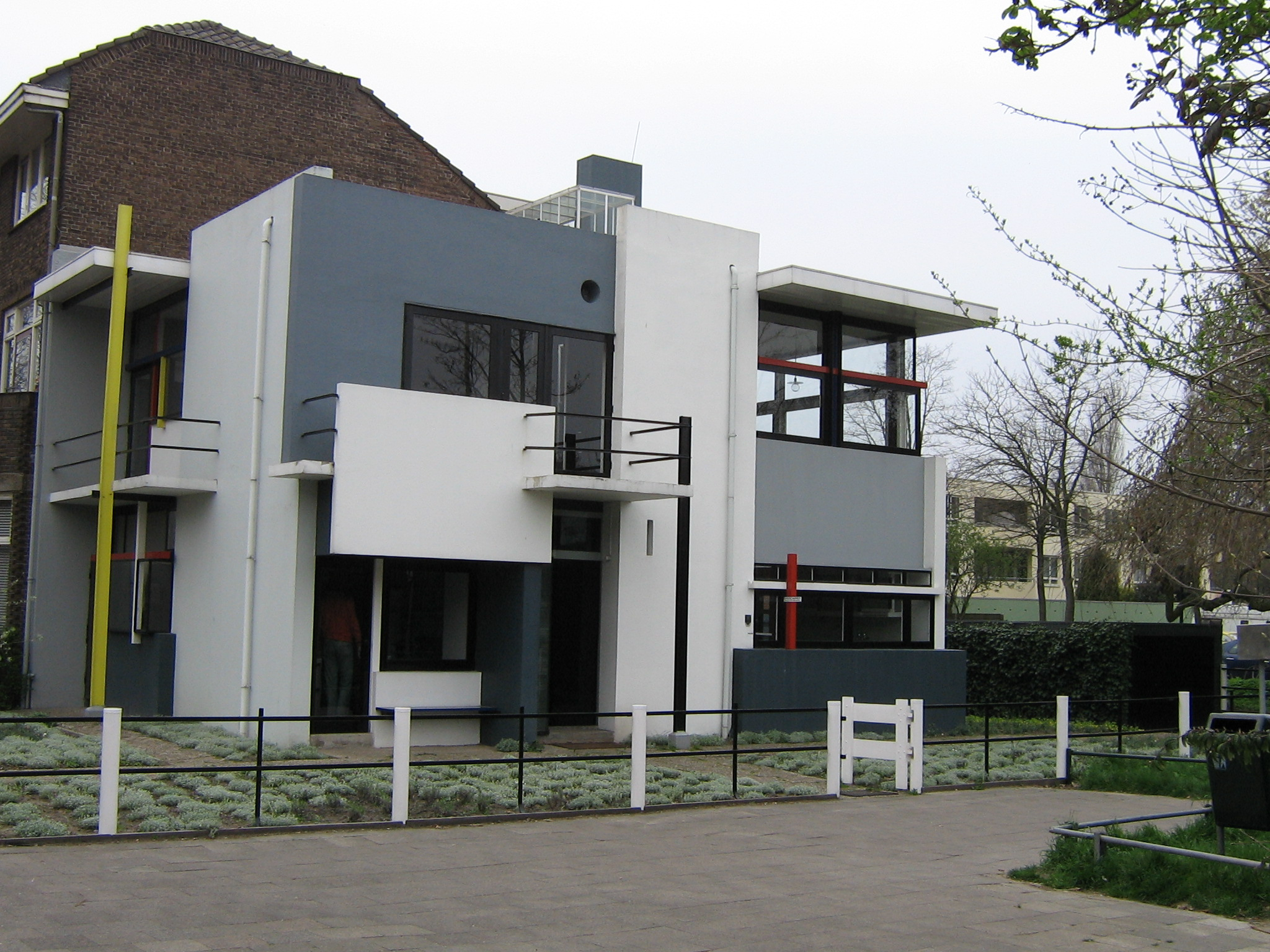
منزل ريتفيلد شرويدر

في 1924 التقى ريتفيلد ارملة المحامي Truus Schräder، التي طلبت منه تصميم منزل حديث على النمط الحديث لها و3 أطفال. وقد تم تصميم المنزل (الذي حمل الاسم الأخير لكل من المعماري ورب المنزل) وفق مبادئ De Stijl، حيث يكاد يخلو المسقط الأفقي لمنزل Rietveld Schräder من أي جدار داخلي ثابت، كما أنه تم ربط الخارج بالداخل عبر نوافذ الزجاج الكبيرة وتم استخدام نفس الالوان التي استخدمها الفنان موندريان (أحد مؤسسي الدي شتيل) في لوحاته الفنية. كما تم التشديد على العناصر الأفقية والعمودية بالمبنى. وقد أصبح منزل ريتفيلد شرويدر في أوتريخت الآن رمزا للعمارة الحديثة، ومنذ عام 2000 دخل قائمة مواقع التراث العالمي التابعة لليونسكو.

## معرض صور

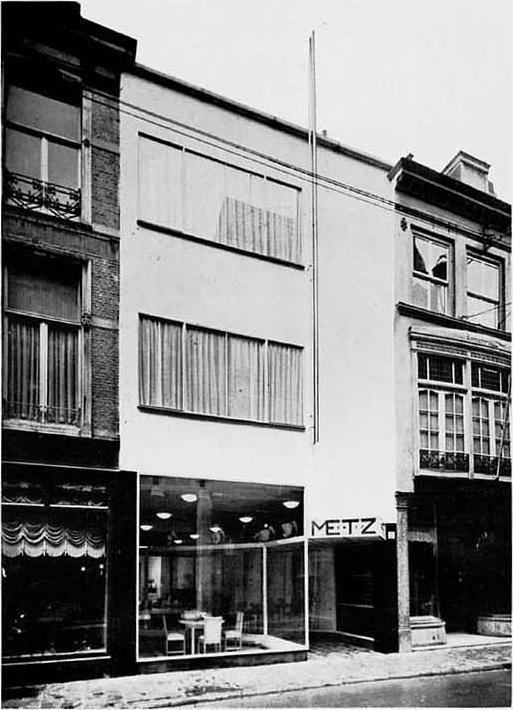
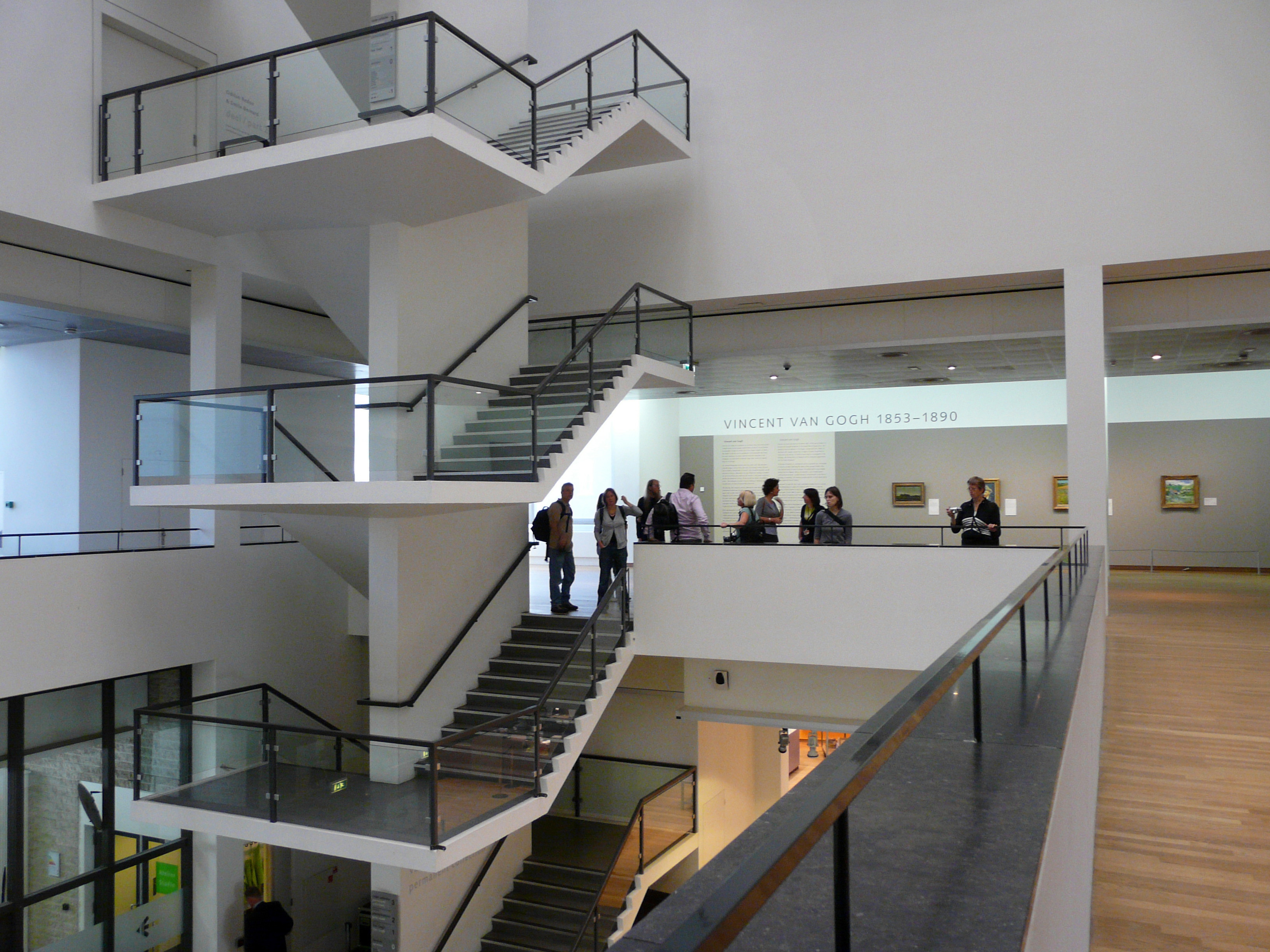

## وصلات خارجية
- غيريت ريتفيلد على موقع الموسوعة البريطانية (الإنجليزية)
- غيريت ريتفيلد على موقع ميوزك برينز (الإنجليزية)
- غيريت ريتفيلد على موقع ديسكوغز (الإنجليزية)

- ريتفيلد في المتحف المركزي بأوترخت
- السيرة الذاتية لرتفيلد
- Great Buildings Online